# Detlef Wiederhöft

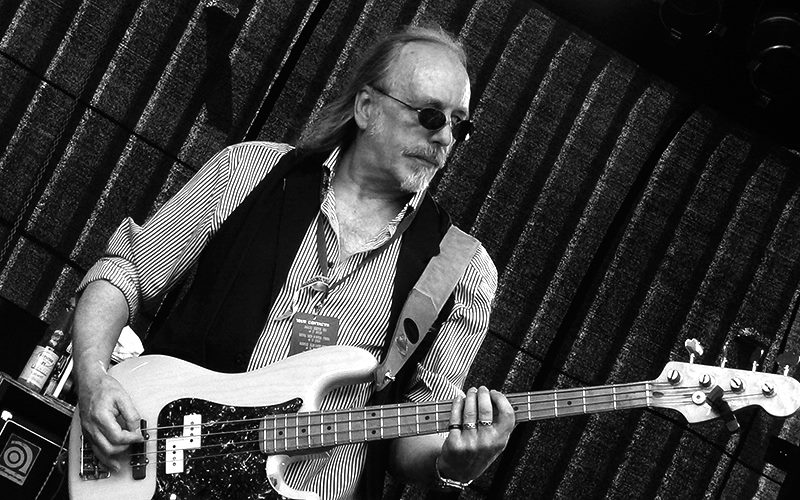
Detlef Wiederhöft (2018)

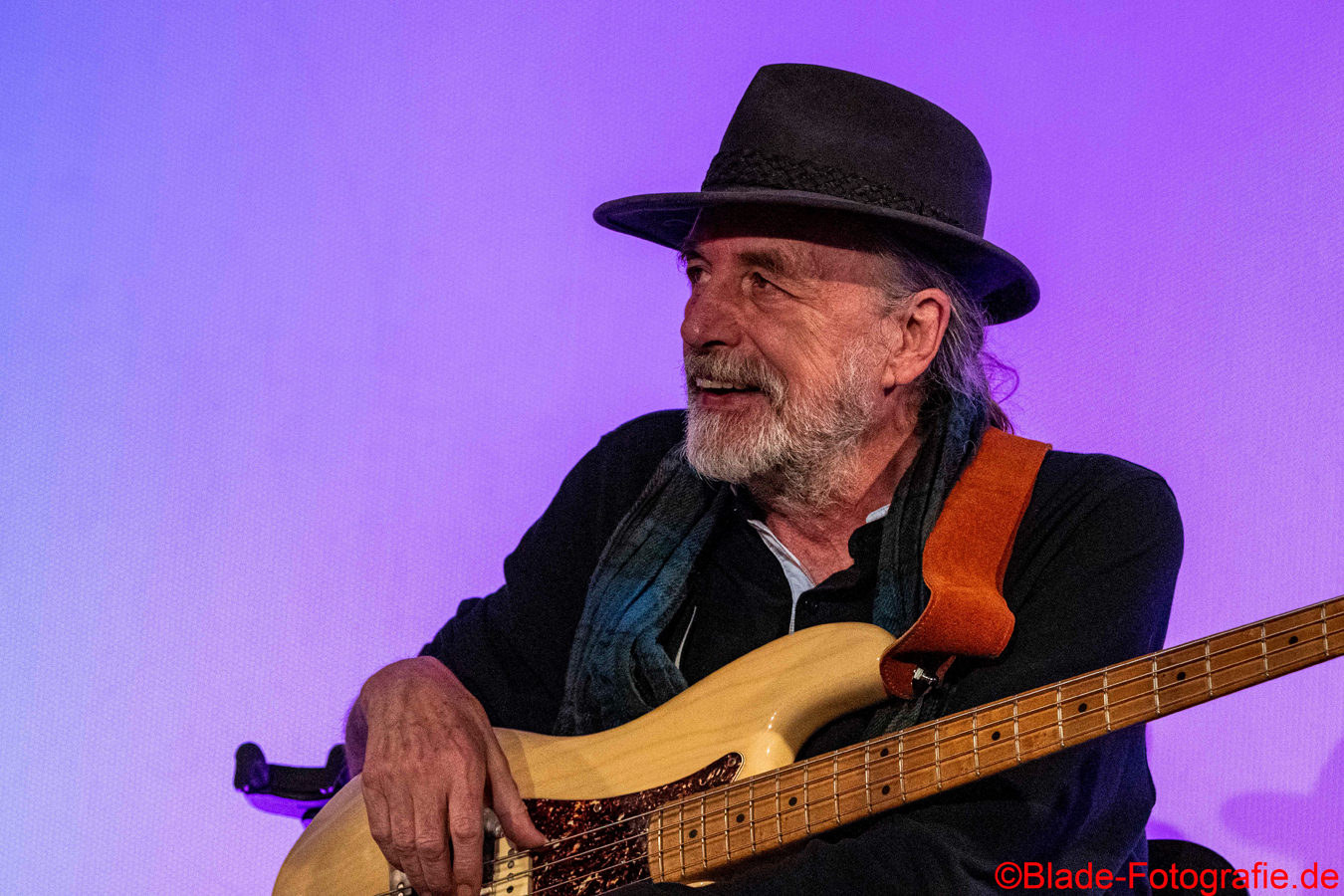
Detlef Wiederhöft (2021)

Detlef Wiederhöft (* 1955 in Duisburg) ist ein deutscher E-Bass-Spieler, Toningenieur und Musikproduzent.

## Tätigkeiten als E-Bass-Spieler
Wiederhöft wirkt(e) als E-Bass-Spieler der Bands Bröselmaschine, Wolkenbruch, Kirlian, Merlin, Kollektiv und bei Dirty Notez mit. Die von Waldo Karpenkiel gegründete Band Kollektiv trat in den 1970er und 1980er Jahren bundesweit auf und holte sich gelegentlich Verstärkung durch bekannte Musiker wie Albert Mangelsdorff, Markus Stockhausen und Eberhard Kranemann. Sie war für lange Improvisationen bekannt.
Klaus Dapper, damaliger  Saxophonist der Band Bröselmaschine holte Wiederhöft 1977 in die Band, die Wiederhöft 1982 verließ, um seine Arbeit als Tontechniker und Toningenieur in Köln zu beginnen. Seit 2005 spielt er wieder in dieser Band. Außerdem spielt er seit 2013  gemeinsam mit Manni von Bohr bei Dirty Notez.

## Tätigkeiten als Tontechniker, Toningenieur und Musikproduzent
Nach einem Musikstudium an der Universität Duisburg begann er seine Laufbahn 1982 bei den Dierks Studios, wo er zunächst als Tontechniker an zahlreichen Produktionen unter anderem von Rory Galagher, Birth Control, Edoardo Benato, Scorpions, Höhner und Alex Parche beteiligt war sowie an zahlreichen Rockpalast-Übertragungen aus der Grugahalle und von der Loreley tätig war. Zwei Jahre später übernahm er als Toningenieur die Verantwortung für Produktionen.
1986 wechselte er in die Mascot Studios in Köln, wo er unter anderem am Comeback von Howard Carpendale mitarbeitete und das von Rich Schwab produzierte letzte Album der Kölner Band Schroeder Roadshow aufnahm. 1987 arbeitete er als Toningenieur für den Musikproduzenten Conny Plank (bis zu dessen Tod am 5. Dezember). Dort zeichnete er für die beiden kommerziell erfolgreichsten Produktionen Planks, nämlich die LP Profumo mit dem Hit Bello e impossibile von Gianna Nannini und Dein ist mein ganzes Herz von Heinz Rudolf Kunze, als Toningenieur verantwortlich. Das letzte Ultravox-Album U-Vox wurde von ihm aufgenommen und später in den AIR-Studios auf Montserrat unter der Ägide des ehemaligen Beatles-Produzenten George Martin sowie Midge Ure und Conny Plank fertiggestellt. Auf der vom Goethe-Institut organisierten Südamerika Tour des Projekts „Plank,Möbius,Steffen“ teilte er sich mit Conny Plank die Funktion des damals neuen Konzeptes der live Tonregie auf der Bühne.
Zudem arbeitete er als Toningenieur an Produktionen in den EMI-Studios, Can Studio, Wisselord Studios Hilversum, Studio Hilpoltstein und Horusbsound Studio Hannover. In letztgenanntem nahm er die erste Produktion der Band Rage auf.
1986 ging Wiederhöft zu ITT und baute in Düsseldorf ein Tonstudio mit angeschlossener Redaktion auf und leitete die gesamte Abteilung. 1989 erhielt er von ITT den Management Award. Wegen des Verkaufs der deutschen Dependance des Unternehmens arbeitete er als selbstständiger Toningenieur bei RTL Television und war zeitgleich für den Aufbau des Bereichs Neue Medien der Thyssen AG in Düsseldorf zuständig.
1990 gründete er sein erstes eigenes Studio und arbeitete dort unter anderem mit dem damaligen Scorpions-Schlagzeuger Herman Rarebell an mehreren Produktionen. Sein schon damals voll digitales Studio mit wandelbarer Akustik wurde auch vom WDR für Hörspielproduktionen genutzt. Dort entstand unter anderem das Hörspiel Mumpelfitz mit Dirk Bach und Hanns Dieter Hüsch, das den Deutschen Hörspielpreis der ARD erhielt.
2015 gründete er das Red Lounge Studio in den Betriebsräumen der Visual-Data GmbH, die er zusammen mit seinem Bruder Holger in Köln gegründet hatte. Das Ziel war, möglichst ausschließlich und entgegen dem Mainstream wieder mit hochwertiger Analogtechnik zu arbeiten. Arbeiten mit Künstlern aus Jamaika und Köln, mehrere Eigenproduktionen sowie drei Alben der Band Bröselmaschine wurden hier umgesetzt.
2020 zog er von Köln nach Kerken. Wegen seiner mehr als 40-jährigen tontechnischen Erfahrung und dem Mastern erfolgreicher Produktionen in früheren Jahren entschied sich Wiederhöft 2021, sich wieder auf das Mastern zu konzentrieren. Seitdem befasst er sich neben dem Restaurieren und Remastern alter Aufnahmen mit dem Mastern von Produktionen ausgesuchter Künstler in dem in Moers beheimateten Red Lounge Music Studio.
Wiederhöft war auch als Gastdozent für die Bereiche Aufnahmetechnik, Produktionstechniken und Mikrophonie an der Akademie Remscheid tätig.